# Absent Light
Absent Light är det amerikansk-kanadensiska metalcore-bandet Misery Signals fjärde studioalbum, utgivet i juli 2013 på Basick Records.
Detta var Misery Signals sista album med sångaren Karl Schubach, samt det enda utan rytmgitarristen Stuart Ross som lämnat bandet 2010. Han ersattes av Greg Thomas, som också producerade albumet tillsammans med leadgitarristen Ryan Morgan.
"Luminary" släpptes som singel.

## Låtlista
1. "A Glimmer of Hope" – 2:04
2. "Luminary" – 3:19
3. "Reborn (An Execution)" – 3:44
4. "Carrier" (med Matthew Mixon) – 4:29
5. "Shadows and Depth" – 5:01
6. "Lost Relics" (med Todd Mackey) – 3:11
7. "Two Solitudes" – 4:51
8. "Departure" – 4:13
9. "The Shallows" – 4:15
10. "Ursa Minor" – 3:39
11. "Everything Will Rust" (med Fredua Boakye) – 4:06

## Medverkande
Musiker
- Karl Schubach – sång
- Ryan Morgan – leadgitarr, bakgrundssång
- Greg Thomas – rytmgitarr
- Kyle Johnson – basgitarr
- Branden Morgan – trummor

Bidragande musiker
- Matthew Mixon – sång
- Todd Mackey – sång
- Fredua Boakye – sång
- Richard Morgan – slagverk
- Samaquias Lorta – cello
- Sara Cerrato – cello
- Kelsey Georgeson – viola
- Emily Dixon – violin
- Juliann Eldrige – violin

Produktion
- Greg Thomas – producent
- Ryan Morgan – producent
- Will Putney – produktion
- Randy Slaugh – produktion
- Steve Evetts – mixning
- Alan Douches – mastering
- Adam Rosenlund – illustrationer, design

Inspelningstekniker
- Adam Capps
- Andrew Glover
- Chris Teti
- Eric Rachel
- Karl Schubach
- Kris Yates
- Randy LeBeouf
- Kevin Arndt
- Ken Dudley

## Inspelningsinformation
Inspelningsstudior:
- Silver Bullet Studios, Burlington, Connecticut
- Paper Crane Audio, Boise, Idaho
- Trax East, South River, New Jersey
- Osmosis Studio, Meridian, Idaho
- Sound Temple Studio, Rancho Cucamonga, Kalifornien
- Cottonwood Studios, Idaho
- The Machine Shop, Belleville, New Jersey
- The Exchange Recording Studios, Milwaukee, Wisconsin